# تاک واتکینز
تاک واتکینز (انگلیسی: Tuc Watkins؛ زادهٔ ۲ سپتامبر ۱۹۶۶) هنرپیشه اهل کشور ایالات متحده آمریکا است. وی از سال ۱۹۹۰ میلادی تاکنون مشغول فعالیت بوده‌است. وی در مصاحبه‌ای در سال ۲۰۱۳ اعلام کرد که همجنسگرا است.
از فیلم‌هایی که وی در آن نقش داشته است می‌توان به مومیایی و خط صورتی نازک اشاره کرد.